# Open de Suède Vårgårda
Open de Suède Vårgårda byl jednodenní ženský cyklistický závod konaný ve městě Vårgårda a jeho okolí ve Švédsku. Závod založený v roce 2006 byl do roku 2015 součástí UCI Women's Road World Cupu a od roku 2016 se závod stal součástí nové UCI Women's World Tour.
Od roku 2008 se konal společně se silničním závodem i týmová časovka, která je stejně jako silniční závod součástí UCI Women's World Tour.

## Trasa
Závod sestával z jednoho dlouhého kola jihovýchodně od Vårgårdy, tří kratších kol zahrnujících stoupání Hägrungabakken a tří závěrečných kol se závěrečným štěrkovým sektorem pouhé 3 kilometry před cílem. Z celých 145,3 kilometrů závodu bylo 28,6 po štěrkových cestách.

## Seznam vítězek

### Silniční závod
| Rok  | Země                               | Jezdkyně                           | Tým                                 |
| ---- | ---------------------------------- | ---------------------------------- | ----------------------------------- |
| 2006 | Švédsko                            | Susanne Ljungskogová               | Buitenpoort–Flexpoint Team          |
| 2007 | Nizozemsko                         | Chantal Beltmanová                 | Team T-Mobile Women                 |
| 2008 | Spojené státy                      | Kori Seehaferová                   | Menikini–Selle Italia–Master Colors |
| 2009 | Nizozemsko                         | Marianne Vosová                    | DSB Bank–LTO                        |
| 2010 | Nizozemsko                         | Kirsten Wildová                    | Cervélo TestTeam                    |
| 2011 | Nizozemsko                         | Annemiek van Vleutenová            | Nederland Bloeit                    |
| 2012 | Nizozemsko                         | Iris Slappendelová                 | Stichting Rabo Women                |
| 2013 | Nizozemsko                         | Marianne Vosová                    | Rabobank–Liv Giant                  |
| 2014 | Nizozemsko                         | Chantal Blaaková                   | Specialized–lululemon               |
| 2015 | Belgie                             | Jolien D'Hooreová                  | Wiggle–Honda                        |
| 2016 | Švédsko                            | Emilia Fahlinová                   | Alé–Cipollini                       |
| 2017 | Finsko                             | Lotta Lepistöová                   | Cervélo–Bigla Pro Cycling           |
| 2018 | Nizozemsko                         | Marianne Vosová                    | WaowDeals Pro Cycling               |
| 2019 | Itálie                             | Marta Bastianelliová               | Team Virtu Cycling                  |
| 2020 | Nejelo se kvůli pandemii covidu-19 | Nejelo se kvůli pandemii covidu-19 | Nejelo se kvůli pandemii covidu-19  |
| 2021 | Nejelo se kvůli pandemii covidu-19 | Nejelo se kvůli pandemii covidu-19 | Nejelo se kvůli pandemii covidu-19  |

#### Vícenásobné vítězky
| Vítězství | Jezdkyně              | Ročníky          |
| --------- | --------------------- | ---------------- |
| 3         | Marianne Vosová (NED) | 2009, 2013, 2018 |

#### Vítězství dle zemí
| Vítězství | Země                     |
| --------- | ------------------------ |
| 8         | Nizozemsko               |
| 2         | Švédsko                  |
| 1         | USA Belgie Finsko Itálie |

### Týmová časovka
| Rok  | Země                               | Tým                                |                                    |
| ---- | ---------------------------------- | ---------------------------------- | ---------------------------------- |
| 2008 | Spojené království                 | Cervélo–Lifeforce Pro Cycling Team |                                    |
| 2009 | Spojené království                 | Cervélo TestTeam                   |                                    |
| 2010 | Spojené království                 | Cervélo TestTeam                   |                                    |
| 2011 | Spojené státy                      | HTC–Highroad Women                 |                                    |
| 2012 | Německo                            | Specialized–lululemon              |                                    |
| 2013 | Spojené státy                      | Specialized–lululemon              |                                    |
| 2014 | Spojené státy                      | Specialized–lululemon              |                                    |
| 2015 | Nizozemsko                         | Rabo–Liv                           |                                    |
| 2016 | Nizozemsko                         | Boels–Dolmans                      |                                    |
| 2017 | Nizozemsko                         | Boels–Dolmans                      |                                    |
| 2018 | Nizozemsko                         | Boels–Dolmans                      |                                    |
| 2019 | Spojené státy                      | Trek–Segafredo                     |                                    |
| 2020 | Nejelo se kvůli pandemii covidu-19 | Nejelo se kvůli pandemii covidu-19 | Nejelo se kvůli pandemii covidu-19 |
| 2021 | Nejelo se kvůli pandemii covidu-19 | Nejelo se kvůli pandemii covidu-19 | Nejelo se kvůli pandemii covidu-19 |